# Gaston Feuillard
Pour les articles homonymes, voir Feuillard.
Gaston Feuillard, né le 14 avril 1903 à Anjouan et mort le 13 mars 1978 à Paris, est un homme politique français.